# Конвой JW 53
Конвой JW 53 (англ. Convoy JW 53) — арктичний конвой транспортних і допоміжних суден у кількості 28 одиниць, який у супроводженні союзних кораблів ескорту прямував від берегів Великої Британії до радянських портів Мурманськ і Архангельськ. Конвой вийшов 15 лютого з Лох Ю і 27 лютого 1943 року прибув до Кольської затоки. Втрат не мав.

## Кораблі та судна конвою JW 53

### Транспортні судна
| Назва                    | Прапор          | Тоннаж (GRT) | Прим.                                                                  |
| ------------------------ | --------------- | ------------ | ---------------------------------------------------------------------- |
| Artigas (1920)           | Панама          | 5 613        |                                                                        |
| Atlantic (1939)          | Велика Британія | 5 414        |                                                                        |
| Beaconhill (1919)        | США             | 6 941        |                                                                        |
| Bering (1920)            | США             | 7 631        |                                                                        |
| British Governor (1926)  | Велика Британія | 6 840        | танкер                                                                 |
| City of Omaha (1920)     | США             | 6 124        |                                                                        |
| Dover Hill (1918)        | Велика Британія | 5 815        |                                                                        |
| Empire Baffin (1941)     | Велика Британія | 6 978        | довелося повернутися до Ісландії через пошкодження, спричинені негодою |
| Empire Fortune (1943)    | Велика Британія | 6 140        |                                                                        |
| Empire Galliard (1942)   | Велика Британія | 7 170        |                                                                        |
| Empire Kinsman (1942)    | Велика Британія | 6 744        |                                                                        |
| Empire Portia (1943)     | Велика Британія | 7 058        |                                                                        |
| Empire Scott (1941)      | Велика Британія | 6 150        |                                                                        |
| Explorer (1935)          | Велика Британія | 6 235        | довелося повернутися через пошкодження, спричинені через негоду        |
| Francis Scott Key (1941) | США             | 7 191        | судно типу «Ліберті»                                                   |
| Israel Putnam (1942)     | США             | 7 176        | судно типу «Ліберті»                                                   |
| James Bowie (1942)       | США             | 7 176        | судно типу «Ліберті»; довелося повернутися через негоду                |
| John Laurance (1942)     | США             | 7 176        | судно типу «Ліберті»; довелося повернутися через негоду                |
| Joseph Johnston (1942)   | США             | 7 196        | судно типу «Ліберті»; довелося повернутися через негоду                |
| «Комілес» (1932)         | СРСР            | 3 962        |                                                                        |
| Llandaff (1937)          | Велика Британія | 4 825        |                                                                        |
| Marathon (1930)          | Норвегія        | 7 208        |                                                                        |
| Mobile City (1920)       | США             | 6 157        |                                                                        |
| Ocean Freedom (1942)     | Велика Британія | 7 173        | 13 березня затоплений I./KG 30 в Мурманській гавані                    |
| «Петровський» (1921)     | СРСР            | 3 771        |                                                                        |
| Pieter de Hoogh (1941)   | Нідерланди      | 7 168        |                                                                        |
| «Тбілісі» (1912)         | СРСР            | 7 169        |                                                                        |
| Thomas Hartley (1942)    | США             | 7 176        | судно типу «Ліберті»                                                   |
| Tobruk (1942)            | Польща          | 7 048        |                                                                        |

### Кораблі ескорту
| Безпосередній ескорт                                             |                                         |                                        |                                   |
| «Бергамот»                                                       | Військово-морські сили Великої Британії | корвет типу «Флавер»                   | 15-27 лютого                      |
| «Блюбелл»                                                        | Військово-морські сили Великої Британії | корвет типу «Флавер»                   | 20-27 лютого                      |
| «Камеллія»                                                       | Військово-морські сили Великої Британії | корвет типу «Флавер»                   | 20-27 лютого                      |
| «Гальсіон»                                                       | Військово-морські сили Великої Британії | тральщик типу «Гальсіон»               | 15-22 лютого                      |
| «Джейсон»                                                        | Військово-морські сили Великої Британії | тральщик типу «Гальсіон»               | 15-27 лютого                      |
| HMS Lord Austin (FY220)                                          | Військово-морські сили Великої Британії | протичовновий траулер                  | 15-27 лютого                      |
| «Поппі»                                                          | Військово-морські сили Великої Британії | корвет типу «Флавер»                   | 15-27 лютого                      |
| «Шарпшутер»                                                      | Військово-морські сили Великої Британії | тральщик типу «Гальсіон»               | 15-27 лютого                      |
| Крейсерська група ескорту                                        |                                         |                                        |                                   |
| «Белфаст»                                                        | Військово-морські сили Великої Британії | легкий крейсер типу «Таун» (1936)      | 21-26 лютого                      |
| «Камберленд»                                                     | Військово-морські сили Великої Британії | важкий крейсер типу «Каунті»           | 21-26 лютого                      |
| «Норфолк»                                                        | Військово-морські сили Великої Британії | важкий крейсер типу «Каунті»           | 21-26 лютого                      |
| Сили далекого прикриття конвою                                   |                                         |                                        |                                   |
| «Дешер»                                                          | Військово-морські сили Великої Британії | ескортний авіаносець типу «Евенджер»   | довелося повернутися через негоду |
| «Кінг Джордж V»                                                  | Військово-морські сили Великої Британії | лінійний корабель типу «Кінг Джордж V» | 24-26 лютого                      |
| «Хау»                                                            | Військово-морські сили Великої Британії | лінійний корабель типу «Кінг Джордж V» | 24-26 лютого                      |
| «Бервік»                                                         | Військово-морські сили Великої Британії | важкий крейсер типу «Каунті»           | 24-26 лютого                      |
| «Маскітер»                                                       | Військово-морські сили Великої Британії | ескадрений міноносець типу «M»         | 24-26 лютого                      |
| «Метеор»                                                         | Військово-морські сили Великої Британії | ескадрений міноносець типу «M»         | 24-26 лютого                      |
| «Оффа»                                                           | Військово-морські сили Великої Британії | ескадрений міноносець типу «O»         | 24-26 лютого                      |
| «Онслот»                                                         | Військово-морські сили Великої Британії | ескадрений міноносець типу «O»         | 24-26 лютого                      |
| «Піорун»                                                         | Військово-морські сили Польщі           | ескадрений міноносець типу «N»         | 24-26 лютого                      |
| «Шеффілд»                                                        | Військово-морські сили Великої Британії | легкий крейсер типу «Таун» (1936)      | довелося повернутися через негоду |
| Ескорт есмінців                                                  |                                         |                                        |                                   |
| «Боудісіа»                                                       | Військово-морські сили Великої Британії | ескадрений міноносець типу «B»         | 19-27 лютого                      |
| «Екліпс»                                                         | Військово-морські сили Великої Британії | ескадрений міноносець типу «E»         | 21-27 лютого (посилення конвою)   |
| «Фокнор»                                                         | Військово-морські сили Великої Британії | лідер ескадрених міноносців типу «F»   | 19-27 лютого                      |
| «Фьюрі»                                                          | Військово-морські сили Великої Британії | ескадрений міноносець типу «F»         | 21-27 лютого (посилення конвою)   |
| «Імпалсів»                                                       | Військово-морські сили Великої Британії | ескадрений міноносець типу «I»         | 21-27 лютого (посилення конвою)   |
| «Інглефілд»                                                      | Військово-морські сили Великої Британії | ескадрений міноносець типу «I»         | 19-27 лютого                      |
| «Мейнелл»                                                        | Військово-морські сили Великої Британії | ескортний міноносець типу «Хант»       | 15-21 лютого                      |
| «Міддлтон»                                                       | Військово-морські сили Великої Британії | ескортний міноносець типу «Хант»       | 15-21 лютого                      |
| «Обд'юрет»                                                       | Військово-морські сили Великої Британії | ескадрений міноносець типу «O»         | 19-27 лютого                      |
| «Обідіент»                                                       | Військово-морські сили Великої Британії | ескадрений міноносець типу «O»         | 19-27 лютого                      |
| «Опорт'юн»                                                       | Військово-морські сили Великої Британії | ескадрений міноносець типу «O»         | 19-27 лютого                      |
| «Оркан»                                                          | Військово-морські сили Польщі           | ескадрений міноносець типу «M»         | 21-27 лютого (посилення конвою)   |
| «Орвелл»                                                         | Військово-морські сили Великої Британії | ескадрений міноносець типу «O»         | 19-27 лютого                      |
| «Пітчлі»                                                         | Військово-морські сили Великої Британії | ескортний міноносець типу «Хант»       | 15-21 лютого                      |
| «Сцилла»                                                         | Військово-морські сили Великої Британії | легкий крейсер типу «Дідо»             | 21-27 лютого (посилення конвою)   |
| Західна ескадрена група ближнього ескорту (15-17 лютого)         |                                         |                                        |                                   |
| «Бріоні»                                                         | Військово-морські сили Великої Британії | корвет типу «Флавер»                   |                                   |
| «Діанелла»                                                       | Військово-морські сили Великої Британії | корвет типу «Флавер»                   |                                   |
| «Хазард»                                                         | Військово-морські сили Великої Британії | тральщик типу «Гальсіон»               |                                   |
| HMT Lord Middleton (FY219)                                       | Військово-морські сили Великої Британії | протичовновий траулер                  |                                   |
| Східна ескадрена група ближнього ескорту (26-27 лютого)          |                                         |                                        |                                   |
| «Грозний»                                                        | Військово-морський флот СРСР            | ескадрений міноносець типу 7           |                                   |
| «Громкий»                                                        | Військово-морський флот СРСР            | ескадрений міноносець типу 7           |                                   |
| «Куйбишев»                                                       | Військово-морський флот СРСР            | ескадрений міноносець типу «Новик»     |                                   |
| «Урицький»                                                       | Військово-морський флот СРСР            | ескадрений міноносець типу «Орфей»     |                                   |
| «Ураган»                                                         | Військово-морський флот СРСР            | сторожовий корабель типу «Ураган»      |                                   |
| «Брітомарт»                                                      | Військово-морські сили Великої Британії | тральщик типу «Гальсіон»               |                                   |
| Група підводного прикриття конвою (поблизу норвезького узбережжя |                                         |                                        |                                   |
| «Сі Німф»                                                        | Військово-морські сили Великої Британії | підводний човен типу «S»               |                                   |
| «Спортсмен»                                                      | Військово-морські сили Великої Британії | підводний човен типу «S»               |                                   |
| «Самум»                                                          | Військово-морські сили Великої Британії | підводний човен типу «S»               |                                   |
| «Трукулент»                                                      | Військово-морські сили Великої Британії | підводний човен типу «T»               |                                   |
| К-21                                                             | Військово-морський флот СРСР            | підводний човен типу «Крейсерська»     |                                   |
| Щ-422                                                            | Військово-морський флот СРСР            | підводний човен типу «Щука»            |                                   |
| М-119                                                            | Військово-морський флот СРСР            | підводний човен типу «Малютка»         |                                   |
| М-122                                                            | Військово-морський флот СРСР            | підводний човен типу «Малютка»         |                                   |
| М-171                                                            | Військово-морський флот СРСР            | підводний човен типу «Малютка»         |                                   |
| М-172                                                            | Військово-морський флот СРСР            | підводний човен типу «Малютка»         |                                   |
| М-174                                                            | Військово-морський флот СРСР            | підводний човен типу «Малютка»         |                                   |